# Leschenaultia brooksi
Leschenaultia brooksi là một loài ruồi trong họ Tachinidae.